# Zostérops gris de Maurice
Zosterops mauritianus
Espèce
Statut de conservation UICN

 LC  : Préoccupation mineure
Ne doit pas être confondu avec Zostérops de Maurice.

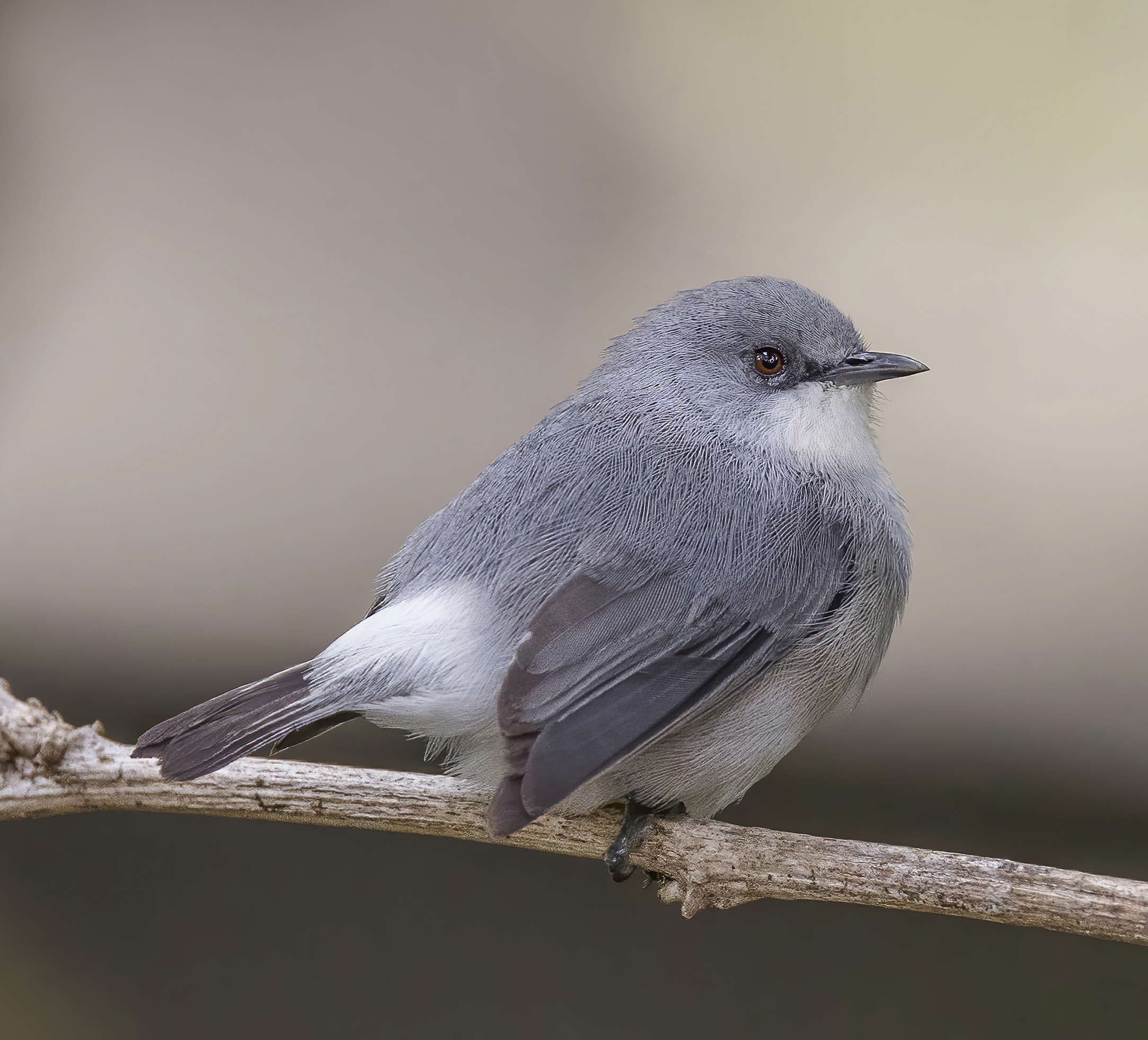
Zostérops gris de Maurice dans le jardin botanique Sir Seewoosagur Ramgoolam à Maurice. Décembre 2022.

Le Zostérops gris de Maurice est une espèce de passereaux de la famille des Zostéropidés endémique de l'île Maurice. Il est particulièrement proche du Zostérops gris de la Réunion, avec qui il formait anciennement une seule espèce appelée Zostérops des Mascareignes.

## Dénomination
Le nom Zostérops est issu du grec ζωστήρ (zoster) signifiant « ceinture » et ὤψ (ops) signifiant « œil », en référence au cercle blanc qui entoure habituellement les yeux des zostérops. Le qualificatif « de Maurice » se réfère à l'île Maurice, tout comme l'épithète latin mauritianus ; l'adjectif « gris » permet de le différencier du Zostérops de Maurice (qui est parfois appelé Zostérops vert de Maurice). Il a initialement été nommé Figuier bleu ou Figuier de l'île de de France par Buffon.

## Description
Il mesure entre 10,7 et 11,4 cm, pour un poids entre 7,5 et 11 g. Contrairement à la plupart des autres zostérops, il n'arbore pas de cercle blanc autour de ses yeux. Il possède des dessus gris qui lui donnent son nom avec des dessous couleur crème, tirant vers le gris pâle vers l'arrière ; ses flancs sont couverts d'une zone olive-brun. Ses ailes sont d'un gris plus foncé, et sa queue est gris-brun sombre ; il possède une croupe blanche assez caractéristique. Il possède un iris brun et des lores gris sombre, avec un bec noirâtre et des pattes gris sombre.
La femelle est identique au mâle ; les juvéniles sont généralement de couleur plutôt olive-brun, avec une teinte jaunâtre sur le ventre ; leurs yeux sont plutôt gris-brun pâle durant leur première année.

## Répartition et habitat
Le Zostérops gris de Maurice est endémique de l'île Maurice ; on peut le trouver dans la majeure partie de l'île, contrairement aux autres espèces endémiques de celle-ci. Il est capable de s'adapter à de nombreux types d'habitats, y compris urbains, tant qu'il peut trouver des arbres ou des buissons,.

## Écologie et comportement

### Alimentation
Le Zostérops gris de Maurice se nourrit majoritairement de nectar, ainsi que d'insectes inluant les hémiptères, les sauterelles ou les chenilles. Il se nourrit généralement en bandes de quelques oiseaux bien qu'il ait déjà été observé dans des plus gros groupes pouvant atteindre la centaine d'individus, éventuellement en compagnie d'autres espèces dans une volée mixte.

### Reproduction
Le Zostérops gris de Maurice se reproduit généralement entre septembre et mars, majoritairement d'octobre à décembre. Son nid est fait de mousses, de lichen, de feuilles et d'herbes, et consolidé avec de la soie d'araignée ; il est placé entre deux branches d'un arbre (généralement un pin). Une couvée comporte 2 (ou plus rarement 3) œufs, couvés par les deux parents pendant 12 ou 13 jours. Les deux parents participent à nourrir les petits, avec souvent l'aide d'autres congénères, ce qui est plutôt rare chez les zostérops. Les juvéniles quittent le nid 10 à 14 jours après la naissance, et deviennent indépendants deux semaines plus tard.

### Prédation
De nombreux nids sont victime de la prédation ; les prédateurs précis ne sont pas connus, bien que le Bulbul de Maurice en fasse partie, et que l'espèce introduite Bulbul orphée en soit suspectée.

## Systématique
Le Zostérops gris de Maurice a été décrit pour la première fois par Johann Friedrich Gmelin en 1789, sous le nom Motacilla mauritiana.
Il est actuellement considéré comme monotypique dans la classification de référence du Congrès ornithologique international (7 avril 2024). 
Il était anciennement considéré comme une sous-espèce du Zostérops des Mascareignes, jusqu'à ce que des études phylogénétique révèle une séparation génétique entre le Zostérops gris de Maurice et le Zostérops gris de la Réunion, avec une séparation vieille de 480 000 ans. Les deux espèces restent néanmoins très proches,.

## Le Zostérops gris de Maurice et l'humain

### Conservation
Le Zostérops gris de Maurice est considéré comme une « préoccupation mineure » par l'UICN (7 avril 2024), bien que sa population soit mal connue.